# Ines Stilling
Ines Stilling (ur. 10 sierpnia 1976 w Grazu) – austriacka urzędniczka państwowa i prawniczka, w latach 2019–2020 minister w rządzie federalnym.

## Życiorys
Ukończyła studia prawnicze na Uniwersytecie w Grazu. Odbyła praktykę zawodową, po czym w latach 2001–2003 pracowała w międzynarodowej grupie handlowej. W latach 2003–2007 była konsultantką w izbie pracy (Kammer für Arbeiter und Angestellte). Dołączyła następnie do biura federalnego ministra do spraw kobiet, od 2010 jako dyrektor biura minister Gabriele Heinisch-Hosek. W 2012 powołana na szefa sekcji (najwyższe resortowe stanowisko urzędnicze), powierzono jej sekcję kobiet w urzędzie kanclerza.
W czerwcu 2019 objęła urząd ministra bez teki w technicznym rządzie Brigitte Bierlein. Powierzono jej następnie sprawy kobiet, rodziny i młodzieży. Zakończyła urzędowanie w styczniu 2020.
Pełniła później funkcję sekretarza generalnego w ministerstwie spraw społecznych i zdrowia. W 2022 przeszła do Arbeiterkammer, stając na czele wydziału spraw społecznych w izbie federalnej i wiedeńskiej. W 2023 została przewodniczącą organizacji humanitarnej Licht ins Dunkel.